# Seznam evropských dinosaurů
Seznam rodových jmen neptačích dinosaurů, jejichž fosílie byly objeveny na území Evropy.
| Rodové jméno       | Období     | Potrava              | Poznámky                     |
| ------------------ | ---------- | -------------------- | ---------------------------- |
| Acanthopholis      | Křída      | býložravec           | —                            |
| Aepisaurus         | Křída      | býložravec           | —                            |
| Agnosphitys        | Trias      | (neznámé)            | Možná se nejedná o dinosaura |
| Agrosaurus         | Trias      | býložravec/všežravec | —                            |
| Allosaurus         | Jura       | masožravec           | —                            |
| Alocodon           | Jura       | (neznámé)            | —                            |
| Altispinax         | Křída      | masožravec           | —                            |
| Ampelosaurus       | Křída      | býložravec           | —                            |
| Angloposeidon      | Křída      | býložravec           | —                            |
| Anoplosaurus       | Křída      | býložravec           | —                            |
| Aragosaurus        | Křída      | býložravec           | —                            |
| Arenysaurus        | Křída      | býložravec           | —                            |
| Aristosuchus       | Křída      | masožravec           | —                            |
| Asylosaurus        | Trias      | býložravec/všežravec | —                            |
| Aviatyrannis       | Jura       | masožravec           | —                            |
| Avipes             | Trias      | (neznámé)            | —                            |
| Baryonyx           | Křída      | masožravec           | —                            |
| Becklespinax       | Křída      | masožravec           | —                            |
| Betasuchus         | Křída      | masožravec (?)       | —                            |
| Bihariosaurus      | Křída      | býložravec           | —                            |
| Bothriospondylus   | Jura       | býložravec           | —                            |
| Bradycneme         | Křída      | (neznámé)            | —                            |
| Calamosaurus       | Křída      | masožravec           | —                            |
| Calamospondylus    | Křída      | (neznámé)            | —                            |
| Callovosaurus      | Jura       | býložravec           | —                            |
| Camelotia          | Trias      | býložravec           | —                            |
| Camptosaurus       | Jura/Křída | býložravec           | —                            |
| Cardiodon          | Jura       | býložravec           | —                            |
| Ceratosaurus       | Jura       | býložravec           | —                            |
| Cetiosauriscus     | Jura       | býložravec           | —                            |
| Cetiosaurus        | Jura       | býložravec           | —                            |
| Chondrosteosaurus  | Křída      | býložravec           | —                            |
| Compsognathus      | Jura       | masožravec           | —                            |
| Craspedodon        | Křída      | býložravec           | —                            |
| Craterosaurus      | Křída      | býložravec           | —                            |
| Cruxicheiros       | Jura       | masožravec           | —                            |
| Cryptosaurus       | Jura       | býložravec           | —                            |
| Dacentrurus        | Jura       | býložravec           | —                            |
| Dinheirosaurus     | Jura       | býložravec           | —                            |
| Dinodocus          | Křída      | býložravec           | —                            |
| Dolichosuchus      | Trias      | (neznámé)            | —                            |
| Dollodon           | Křída      | býložravec           | —                            |
| Draconyx           | Jura       | býložravec           | —                            |
| Dracopelta         | Jura/Křída | býložravec           | —                            |
| Dromaeosauroides   | Křída      | masožravec           | —                            |
| Dubreuillosaurus   | Jura       | masožravec           | —                            |
| Duriavenator       | Jura       | masožravec           | —                            |
| Echinodon          | Křída      | býložravec           | —                            |
| Efraasia           | Trias      | býložravec           | —                            |
| Elopteryx          | Křída      | masožravec           | —                            |
| Emausaurus         | Jura       | býložravec           | —                            |
| Eotyrannus         | Křída      | masožravec           | —                            |
| Erectopus          | Křída      | masožravec           | —                            |
| Eucamerotus        | Křída      | býložravec           | —                            |
| Eucercosaurus      | Křída      | býložravec           | —                            |
| Euronychodon       | Křída      | masožravec           | —                            |
| Europasaurus       | Jura       | býložravec           | —                            |
| Eustreptospondylus | Jura       | masožravec           | —                            |
| Galveosaurus       | Jura/Křída | býložravec           | —                            |
| Genusaurus         | Křída      | masožravec           | —                            |
| Gigantosaurus      | Křída      | býložravec           | —                            |
| Halticosaurus      | Trias      | masožravec           | —                            |
| Heptasteornis      | Křída      | masožravec           | —                            |
| Histriasaurus      | Křída      | masožravec           | —                            |
| Hungarosaurus      | Křída      | býložravec           | —                            |
| Hylaeosaurus       | Křída      | býložravec           | —                            |
| Hypselosaurus      | Křída      | býložravec           | —                            |
| Hypsilophodon      | Křída      | býložravec/všežravec | —                            |
| Iguanodon          | Křída      | býložravec           | —                            |
| Iliosuchus         | Křída      | masožravec           | —                            |
| Ischyrosaurus      | Jura       | býložravec           | —                            |
| Iuticosaurus       | Křída      | býložravec           | —                            |
| Juravenator        | Jura       | masožravec           | —                            |
| Koutalisaurus      | Křída      | býložravec           | —                            |
| Lexovisaurus       | Jura       | býložravec           | —                            |
| Liassaurus         | Jura       | (neznámé)            | —                            |
| Liliensternus      | Trias      | masožravec           | —                            |
| Lirainosaurus      | Křída      | býložravec           | —                            |
| Lophostropheus     | Trias/Jura | všežravec            | —                            |
| Loricatosaurus     | Jura       | býložravec           | —                            |
| Losillasaurus      | Jura/Křída | býložravec           | —                            |
| Lourinhanosaurus   | Jura       | masožravec           | —                            |
| Lourinhasaurus     | Jura       | býložravec           | —                            |
| Lusitanosaurus     | Jura       | býložravec           | —                            |
| Lusotitan          | Jura       | býložravec           | —                            |
| Macrurosaurus      | Křída      | býložravec           | —                            |
| Magnosaurus        | Jura       | masožravec           | —                            |
| Magyarosaurus      | Křída      | býložravec           | —                            |
| Mantellisaurus     | Křída      | býložravec           | —                            |
| Megalosaurus       | Jura       | masožravec           | —                            |
| Merosaurus         | Jura       | masožravec           | —                            |
| Metriacanthosaurus | Jura       | masožravec           | —                            |
| Miragaia           | Jura       | býložravec           | —                            |
| Mochlodon          | Křída      | býložravec           | —                            |
| Morinosaurus       | Křída      | býložravec           | —                            |
| Neosodon           | Jura       | býložravec           | —                            |
| Neovenator         | Křída      | masožravec           | —                            |
| Newtonsaurus       | Trias      | masožravec           | —                            |
| Nuthetes           | Křída      | masožravec           | —                            |
| Ohmdenosaurus      | Jura       | býložravec           | —                            |
| Oplosaurus         | Křída      | býložravec           | —                            |
| Ornithodesmus      | Křída      | masožravec           | —                            |
| Ornithopsis        | Křída      | býložravec           | —                            |
| Orthomerus         | Křída      | býložravec           | —                            |
| Owenodon           | Křída      | býložravec           | —                            |
| Pantydraco         | Trias      | býložravec           | —                            |
| Pararhabdodon      | Křída      | býložravec           | —                            |
| Pelecanimimus      | Křída      | masožravec           | —                            |
| Pelorosaurus       | Křída      | býložravec           | —                            |
| Phyllodon          | Jura       | býložravec           | —                            |
| Piveteausaurus     | Jura       | masožravec           | —                            |
| Plateosaurus       | Trias      | býložravec           | —                            |
| Poekilopleuron     | Jura       | masožravec           | —                            |
| Polacanthus        | Křída      | býložravec           | —                            |
| Ponerosteus        | Křída      | (neznámé)            | —                            |
| Priodontognathus   | Jura       | býložravec           | —                            |
| Proceratosaurus    | Jura       | masožravec           | —                            |
| Procompsognathus   | Trias      | masožravec           | —                            |
| Pterospondylus     | Trias      | masožravec           | —                            |
| Pyroraptor         | Křída      | masožravec           | —                            |
| Rachitrema         | Trias      | (neznámé)            | Možná není dinosaurus        |
| Regnosaurus        | Křída      | býložravec           | —                            |
| Rhabdodon          | Křída      | býložravec           | —                            |
| Ruehleia           | Trias      | býložravec           | —                            |
| Rutellum           | Jura       | býložravec           | Nomen oblitum                |
| Saltriosaurus      | Jura       | masožravec           | —                            |
| Sarcolestes        | Jura       | býložravec           | —                            |
| Sarcosaurus        | Jura       | masožravec           | —                            |
| Scelidosaurus      | Jura       | býložravec           | —                            |
| Scipionyx          | Křída      | masožravec           | —                            |
| Sellosaurus        | Trias      | býložravec           | —                            |
| Stegosaurus        | Jura       | býložravec           | —                            |
| Stenopelix         | Křída      | býložravec           | —                            |
| Stokesosaurus      | Jura       | masožravec           | —                            |
| Streptospondylus   | Jura       | býložravec           | —                            |
| Struthiosaurus     | Křída      | býložravec           | —                            |
| Suchosaurus        | Křída      | masožravec           | —                            |
| Tarascosaurus      | Křída      | masožravec           | —                            |
| Tastavinsaurus     | Křída      | býložravec           | —                            |
| Taveirosaurus      | Křída      | býložravec           | —                            |
| Teinurosaurus      | Jura       | masožravec           | —                            |
| Telmatosaurus      | Křída      | býložravec           | —                            |
| Thecocoelurus      | Křída      | (neznámé)            | —                            |
| Thecodontosaurus   | Trias      | býložravec           | —                            |
| Thecospondylus     | Křída      | (neznámé)            | —                            |
| Torvosaurus        | Jura       | masožravec           | —                            |
| Trimucrodon        | Jura       | býložravec           | —                            |
| Turiasauria        | Jura/Křída | býložravec           | —                            |
| Turiasaurus        | Jura/Křída | býložravec           | —                            |
| Valdoraptor        | Křída      | masožravec           | —                            |
| Valdosaurus        | Křída      | býložravec           | —                            |
| Variraptor         | Křída      | masožravec           | —                            |
| Velocipes          | Trias      | (neznámé)            | Možná nejde o dinosaura      |
| Xenoposeidon       | Křída      | býložravec           | —                            |
| Yaverlandia        | Křída      | (neznámé)            | —                            |
| Zalmoxes           | Křída      | býložravec           | —                            |